# Fylkesstein

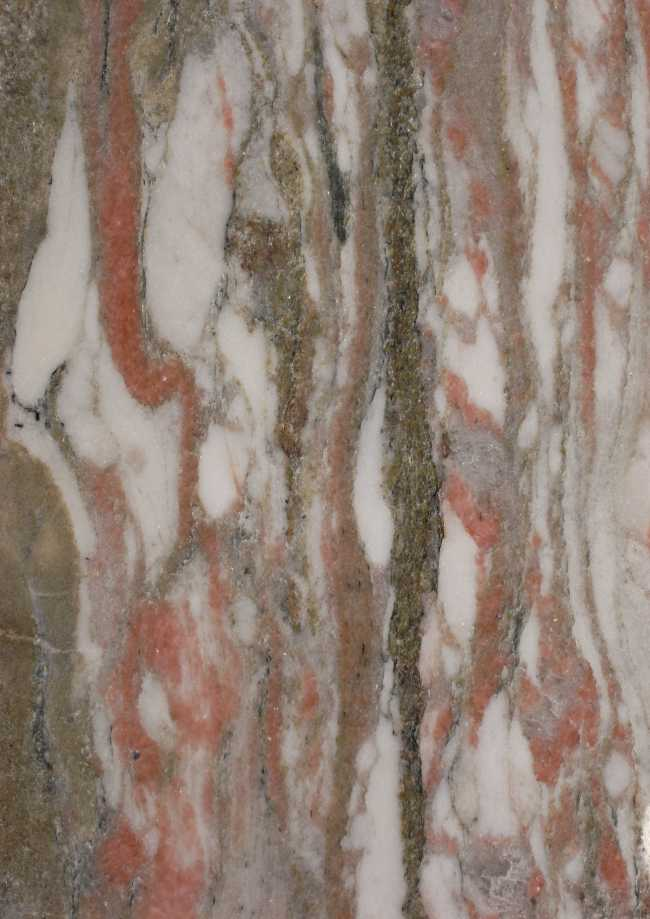
Fauske-Marmor

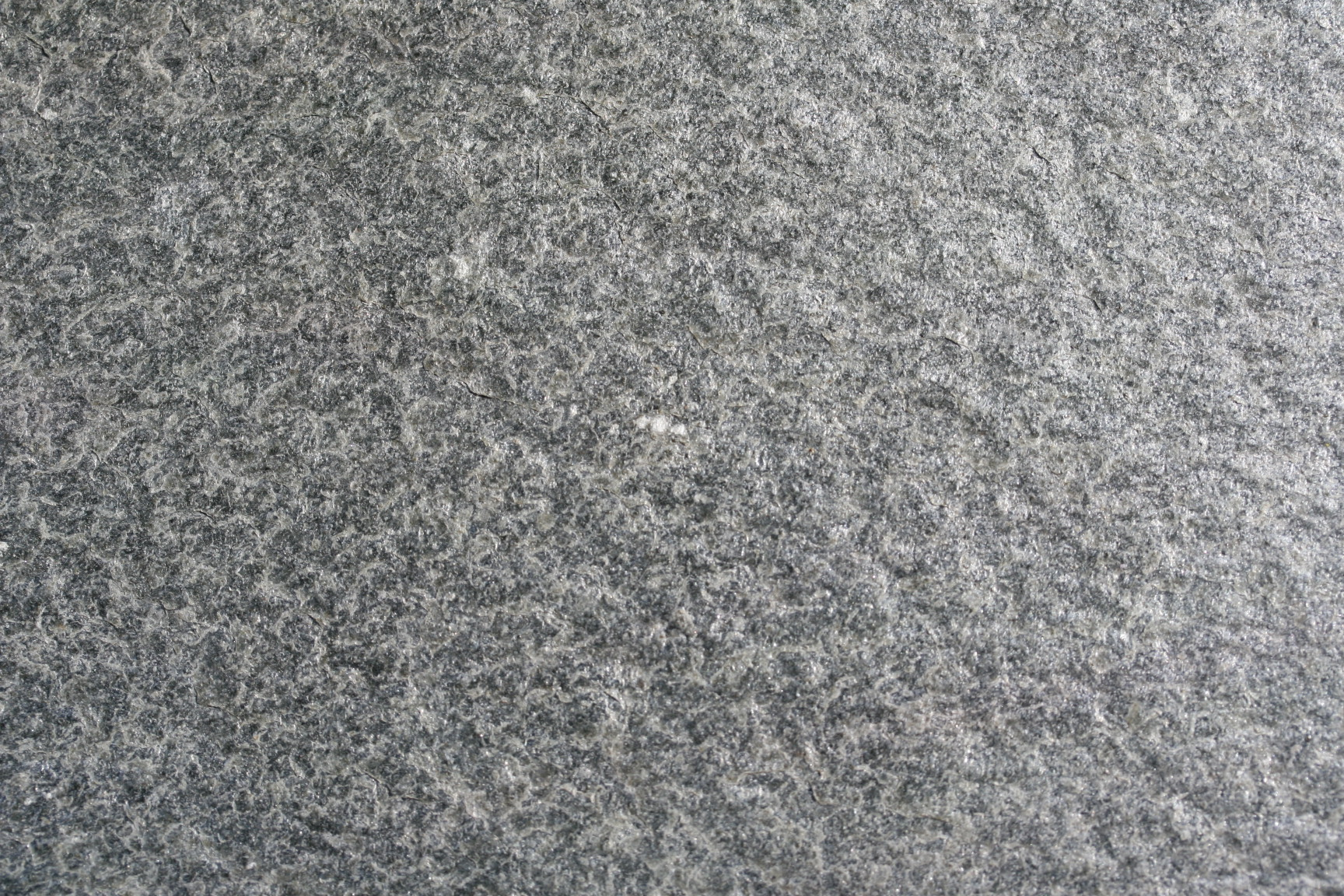
Alta-Quarzit (gespaltene Oberfläche)

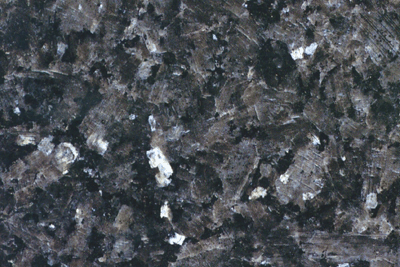
Larvikit aus dem Oslograben

Jeder norwegischen Provinz (Fylke) wurde eine typische Gesteinsart, der Fylkesstein, zugeordnet. Die Fylkessteine sollen besonders typisch für die Provinz sein oder einen besonderen kulturellen, wirtschaftlichen, künstlerischen oder wissenschaftlichen Stellenwert für sie besitzen.
Die Idee wurde vom inzwischen aufgelösten Geologierat Ende der 1990er Jahre entwickelt. Ausgewählte Gesteinsarten wurden den Provinzen vorgeschlagen, die den Vorschlag von politischer Seite her beleuchteten und schließlich der Auswahl eines Steines zustimmten. Geprüft wurde auf dieser Ebene die Nutzung des Steines und warum ein bestimmtes Gestein ausgewählt wurde. Die ausgewählten Gesteinsarten wurden 1997 im Mitteilungsblatt der Vereinigung der Norwegischen Amateurgeologen (Norske Amatørgeologers Sammenslutning, NAGS) jeweils mit kurzen Text und einfachem Foto eines polierten Handstücks vorgestellt.

## Die Fylkessteine
- Für Akershus steht der Rhombenporphyr, ein vulkanisches Gestein mit großen, gut ausgebildeten Kristallen.
- Für Aust-Agder steht der Grimstadgranit, ein grobkörniger Granit von kräftiger roter Farbe aus der Gegend von Grimstad.
- Bei Buskerud kommt der Drammensgranit vor, ein rötlicher Granit aus der Nähe von Drammen.
- Für Finnmark steht der Alta-Quarzit, ein metamorphes Gestein aus der Nähe von Alta.
- Für Hedmark ist der rötliche Trysilsandstein typisch.
- In Hordaland findet sich der Koronit mit seinem leopardenartigen Muster.
- In Møre og Romsdal dominiert der Gneis.
- In Nordland gibt es den besonders schön gefärbten Fauskemarmor.
- Für Nord-Trøndelag wurde der hellrote Thulit gewählt.
- Oppland wurde Speckstein wegen der dort vorkommenden Speckstein-Varietäten, die leicht bearbeitet werden können, zugeordnet.
- Der Stein für Oslo ist der Nordmarkit, eine Syenitart.
- Dem Rogaland wurde der Anorthosit zugeordnet.
- Für Sogn og Fjordane steht der Eklogit.
- Svalbard wurde die Steinkohle zugeordnet.
- Zu Sør-Trøndelag gehört der Trondhjemit, ein Tonalit.
- Der Telemark zugeordnet ist der Brynestein.
- Für Troms steht der seltene Sagvanditt.
- Für Vest-Agder wurde der Farsundit gewählt, ein Granit.
- In Vestfold findet man den Larvikit, in der Nähe von Larvik.
- Markant für Østfold ist der Iddefjordsgranit.